# Paul Silas
Paul Theron Silas (Prescott, 12 de julho de 1943 – 11 de dezembro de 2022) foi um basquetebolista profissional americano, e treinador de equipes da National Basketball Association (NBA). Viveu em Lake Norman, Carolina do Norte. É pai do atual treinador do Houston Rockets na NBA Stephen Silas.

## Carreira como jogador
Nascido em em Prescott, Arkansas, Silas foi para a Universidade de Creighton, onde marcou o recorde da NCAA para o maior número de rebotes em suas três temporadas e teve uma média de 20,6 rebotes por jogo em 1963. Na NBA, Silas marcou mais de dez mil pontos e dez mil rebotes durante sua carreira de 16 anos, jogou em dois NBA All-Star Games, e ganhou três anéis de campeonato (ou seja, foi campeão), dois com o Boston Celtics em 1974 e 1976, e um com o Seattle SuperSonics em 1979. Ele foi nomeado para o NBA All-Defensive First Team duas vezes, e para o NBA All-Defensive Second Team três vezes.

## Carreira como treinador
Ele foi treinador do Cleveland Cavaliers até 21 de março de 2005. Antes de seu trabalho com o Cavaliers, ele foi treinador-assistente do New Jersey Nets, New York Knicks, Phoenix Suns, e Charlotte Bobcats, e treinador do San Diego Clippers e do Charlotte/New Orleans Hornets.
Silas trabalhou para a ESPN, embora em abril de 2007 ele tenha participado de uma entrevista para o cargo de treinador-chefe do Charlotte Bobcats, que acabou sendo preenchido por Sam Vincent. Após a demissão de Vincent, em abril de 2008, Silas afirmou que treinar o Bobcats seria um emprego dos sonhos. No dia 22 de dezembro de 2010, Silas foi nomeado como treinador-chefe interino do Bobcats, substituindo Larry Brown, que estava saindo. Em 16 de fevereiro de 2011, o Bobcats removeu seu status de interino. Em 30 de abril de 2012, o Bobcats anunciou que Silas não retornaria para a equipe para a temporada 2012–13, depois de ter produzido o pior registro da história da NBA. Devido à transferência de registros que ocorreu em 2014, sua jornada com o Bobcats é atualmente reconhecida como sua segunda com o Charlotte Hornets, significando que ele os treinou por cerca de seis temporadas, registrando 204 vitórias e 220 derrotas.

## Morte
Silas morreu em 11 de dezembro de 2022, aos 79 anos de idade.

## Estatísticas
| Equipe              | Ano     | PT  | PV  | PD  | V-D  | Classificação  | PO | VPO | DPO | POV-D | Resultado                            |
| ------------------- | ------- | --- | --- | --- | ---- | -------------- | -- | --- | --- | ----- | ------------------------------------ |
| San Diego Clippers  | 1980-81 | 82  | 36  | 46  | ,439 | 5º na Pacífico | —  | —   | —   | —     | Não participou dos playoffs          |
| San Diego Clippers  | 1981-82 | 82  | 17  | 65  | ,207 | 6º na Pacífico | —  | —   | —   | —     | Não participou dos playoffs          |
| San Diego Clippers  | 1982-83 | 82  | 25  | 57  | ,305 | 6º na Pacífico | —  | —   | —   | —     | Não participou dos playoffs          |
| Charlotte Hornets   | 1998-99 | 35  | 22  | 13  | ,629 | 5º na Central  | —  | —   | —   | —     | Não participou dos playoffs          |
| Charlotte Hornets   | 1999-00 | 82  | 49  | 33  | ,598 | 2º na Central  | 4  | 1   | 3   | ,250  | Perdeu na primeira rodada            |
| Charlotte Hornets   | 2000-01 | 82  | 46  | 36  | ,561 | 3º na Central  | 10 | 6   | 4   | ,600  | Perdeu nas semifinais da conferência |
| Charlotte Hornets   | 2001-02 | 82  | 44  | 38  | ,537 | 2º na Central  | 9  | 4   | 5   | ,444  | Perdeu nas semifinais da conferência |
| New Orleans Hornets | 2002-03 | 82  | 47  | 35  | ,573 | 3º na Central  | 6  | 2   | 4   | ,333  | Perdeu na primeira rodada            |
| Cleveland Cavaliers | 2003-04 | 82  | 35  | 47  | ,427 | 5º na Central  | —  | —   | —   | —     | Não participou dos playoffs          |
| Cleveland Cavaliers | 2004-05 | 64  | 34  | 30  | ,531 | (demitido)     | —  | —   | —   | —     | —                                    |
| Charlotte Bobcats   | 2010-11 | 54  | 25  | 29  | ,463 | 4º na Sudeste  | —  | —   | —   | —     | Não participou dos playoffs          |
| Charlotte Bobcats   | 2011-12 | 66  | 7   | 59  | ,106 | 5º na Sudeste  | —  | —   | —   | —     | Não participou dos playoffs          |
| Carreira            |         | 875 | 387 | 488 | ,442 |                | 29 | 13  | 16  | ,448  |                                      |